# 卡伦·皮克林
卡伦·皮克林（英語：Karen Pickering，1971年12月19日—），英国女子游泳运动员。她曾代表英格兰参加1990年、1994年、1998年和2002年英联邦运动会游泳比赛，获得四枚金牌、七枚银牌和二枚铜牌。她也曾参加1992年、1996年、2000年和2004年夏季奥运会。